# Historia de la ciudad de São Paulo
La historia de la ciudad de São Paulo ocurre paralela a la historia del Brasil a lo largo de aproximadamente 471 años de su existência, contra los más de quinientos años del país. Aunque marcada por una relativa inexpresividad, tanto desde el punto de vista político como económico, durante los tres primeros siglo desde su fundación, São Paulo se destacó en diversos momentos como escenario de varios momentos importantes de ruptura en la historia del país.
São Paulo surgió como una misión jesuítica, el 25 de enero de 1554, reuniendo en sus primeros emplazamientos habitantes de origen tanto europeo como indígena. Con el tiempo, el poblado acabó caracterizándose como un punto intermedio comercial y de servicios de relativa importancia regional. Esta característica de ciudad comercial y de composición heterogénea acompañará a la ciudad en toda su historia y alcanzará su apogeo tras el espectacular crecimiento demográfico y económico resultante del ciclo del café y de la industrialización, que elevarian a São Paulo al puesto de ser la mayor ciudad del país. 

## Periodo precolonial
Las fechas más antiguas obtenidas a través del carbono-14 sugieren que los primeros grupos humanos se establecieron en el territorio del actual estado de São Paulo en los milenios iniciales del Holoceno, entre 11 y 9 mil años atrás. Esa ocupación inicial se dio por parte de poblaciones indígenas nómadas que vivían en pequeños asentamientos, poseían una economía de caza que necesitaba de varios artefactos líticos producidos por la técnica del astillado así como instrumentos confeccionados a partir de materia prima orgánica (como hueso o madera). Entre los artefactos líticos producidos pueden destacarse los raspadores unifaciales de grandes dimensiones, bastante utilizados para actividades de carneo de animales, así como puntas de proyectiles y percutores. Al principio, como forma de facilitar el entendimiento de los procesos de ocupación de la región, las investigaciones arqueológicas centradas en el contexto del territorio paulista asociaron esas poblaciones a dos tradiciones arqueológicas distintas: Umbu y Humaitá.
A su vez, los registros arqueológicos más antiguos ya descubiertos en el municipio de São Paulo fueron recolectados en el yacimiento de Morumbi, presentando una antigüedad estimada de 5,500 años Antes del presente. Encontrado por casualidad en 1964, en el yacimiento de Morumbi se identificaron más de 200.000 piezas líticas a lo largo de cuatro etapas de excavación, lo que refuerza la hipótesis de que se trataba de una zona de obtención de materia prima para la fabricación de herramientas de piedra. En 2002, durante las obras del Rodoanel, se encontró otro sitio arqueológico con un gran número de piedras astilladas, el cual fue denominado Jaraguá 2.
Los registros arqueológicos referentes a las poblaciones horticultoras y ceramistas son, lógicamente, más recientes en São Paulo y alrededores, probablemente remontándose a los siglos de la era cristiana. Dominando la agricultura de cultivos ricos en carbohidratos como el maíz y la mandioca, esos grupos presentaron una densidad demográfica mayor, siendo estas los antepasados de las poblaciones que hablaban lenguas derivadas de los troncos Macro-ye y Tupí. A pesar de también producir herramientas a partir de rocas y otros materiales, los vestigios arqueológicos por los que son más conocidos son las cerámicas. Es el caso de los yacimientos Jaraguá 1, Jardim Princesa 1, Jardim Princesa 2 y Penha, lugares donde la cerámica encontrada fue asociada a la tradición tupí-guaraní. Otros sitios arqueológicos donde se encontró material cerámico indígena pero sin asociación con tradiciones arqueológicas conocidas son: Olaria II, Jaraguá Clube y Paulistão. Hay también evidencias abundantes de presencia de poblaciones ceramistas Ye, generalmente asociados por la literatura arqueológica a la tradición Itararé-Taquara.
Durante el siglo XIX, diversas investigaciones históricas concluyeron, con base en documentos del periodo colonial, que las tierras de la Meseta de Piratininga estaban habitadas por los Guaianás (también conocidos como Guaianases). Aunque hoy se sabe que estos grupos estaban relacionados al tronco lingüístico Macro-Ye, posiblementes ancestros de los actuales  Caingang, fueron frecuentemente asociados a los pueblos de lengua tupí-guaraní por la historiografía paulista decimonónica. De acuerdo con Monteiro:

“...la ‘tradición histórica’ se habría originado con Gabriel Soares de Sousa aún en el siglo XVI, que de forma bastante vaga atribuyó a los Guaianá un territorio que se extendía de Angra dos Reis hasta Cananéia, tradición vulgarizada por Pedro Taques, Frei Gaspar, Machado de Oliveira, Varnhagen, Azevedo Marques y Couto de Magalhães, entre otros, que confundían a los Guaianá de Soares de Sousa con los Tupi de otras fuentes cohesionadas (Ribeiro, 1908, 183). A esas alturas, por ejemplo, Teodoro Sampaio ya había resuelto el enigma: a partir de un criterioso estudio de los escritores del siglo dieciséis, concluyó el tupinólogo baiano que los Guaianá eran, en realidad, un grupo no tupi pero no eran los principales habitantes de las áreas posteriormente colonizadas por los portugueses (Sampaio, 1897 y 1903)”.

Por otro lado, datos e informaciones arqueológicas e historiográficas de los siglos XVII y XVIII demostraron que los Guaianá eran bastante numerosos en la villa de São Paulo en esa época, visto que eran capturados por las expediciones de bandeirantes para servir como esclavos en los cultivos. El término “Guaianá”, con todo, no describe necesariamente a un pueblo en específico sino a varias poblaciones no guaranís, sin ser un término utilizado por los propios indígenas. De acuerdo con los relatos dejados por los jesuitas en el siglo XVI, la llamada meseta de Piratininga estaba habitada predominantemente por grupos tupís a la llegada de los europeas, siendo citados frecuentemente los tupiniquins.

## Periodo colonial

### Antecedentes
En 1532, Martim Afonso de Sousa fundó en el litoral de São Paulo la primera villa brasileña, São Vicente. En ese lugar ocurrió el conflicto entre europeos en América del Sur, la Guerra de Iguape. El donatario de la capitanía de São Vicente, Martim Afonso, incentivaba la ocupación de la zona y se crearon otras villas en el litoral como Itanhaém en 1532 y Santos en 1546. Pocos años después, vencida la barrera que era la serra do Mar, los colonizadores portugueses avanzaron por el planalto Paulista, estableciendo nuevos asentamientos. En 1553, João Ramalho, que vivía en el planalto desde antes de la creación de São Vicente, funda la villa de Santo André da Borda do Campo, ubicada en el caminho do mar (actual región del ABC Paulista). El explorador portugués João Ramalho estaba casado con la india Bartira. Esta, a su vez, era hija del cacique Tibiriçá, jefe de la tribu de los tupiniquins. João Ramalho se encontraba, así, apto a ejercer la función de intermediario de los intereses portugueses frente a los indígenas.

### Fundación

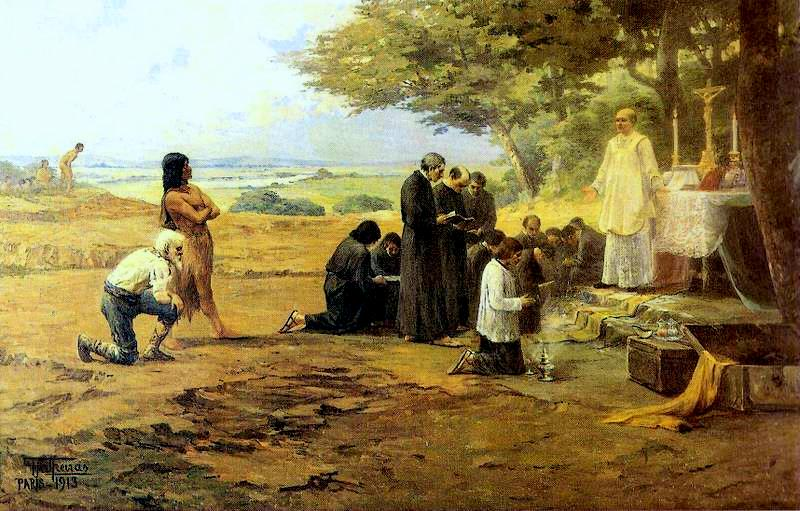
Fundación de São Paulo, 1913. Pintura de Antônio Parreiras.

Interesado en establecer un lugar donde pudiese catequizar a los indígenas lejos de la influencia de los hombres blancos, el padre Manuel da Nóbrega, superior de la Compañía de Jesús en Brasil, observó que una región próxima ubicada sobre una meseta sería un punto ideal, entonces llamado como Piratininga. El 29 de agosto de 1553, el padre Nóbrega juntó  50 catecúmenos entre los nativos, lo que aumentó la intención de fundar un colegio jesuita en Brasil.
A pesar de que la búsqueda de catequizar sin la influencia del hombre blanco fuese uno de los objetivos, lo que precipitó la mudanza hacia la meseta fue la necesidad de resolver el problema de alimentación de los indígenas que estaban siendo adoctrinados, como afirma el padre Anchieta:

 Para sustento de estos niños, traíamos  harina de mandioca desde unas 30 millas del interior. Como eso era muy trabajoso y difícil debido a la aspereza del camino, a nuestro Padre (padre Manuel da Nóbrega) le pareció mejor mudarnos a esa población de indios que se llama Piratininga.
P. Anchieta

En enero de 1554, un grupo de jesuítas, comandado por el padre Manuel da Nóbrega y auxiliado por el también jesuita José de Anchieta, llega a la meseta ayudados por João Ramalho. Con el objetivo de catequizar a los indígenas que vivían en la zona, los jesuitas erigen un cobertizo de adobe en una colina alta y plana ubicada entre los ríos Tieté, Anhangabaú y Tamanduateí con la anuencia de los jefes indígenas locales como el cacique Tibiriçá, que comandaba una aldea de tupiniquins en las proximidades, y el jefe Tamandiba. El 25 de enero de ese año, día que se celebra la conversión del apóstol Pablo, el padre Manuel de Paiva celebró la primera misa en esa colina. La celebración marcó el inicio de la instalación de los jesuitas en el lugar, y entró a la historia como el nacimiento de la ciudad de São Paulo. Dos años después, los padres levantan una iglesia - la primera edificación duradera del poblado. En seguida, levantarán el colegio y el pabellón con los dormitorios. De estas construcciones originales, sólo queda en pie una pared de tapia donde hoy se encuentra el Pátio do Colégio.

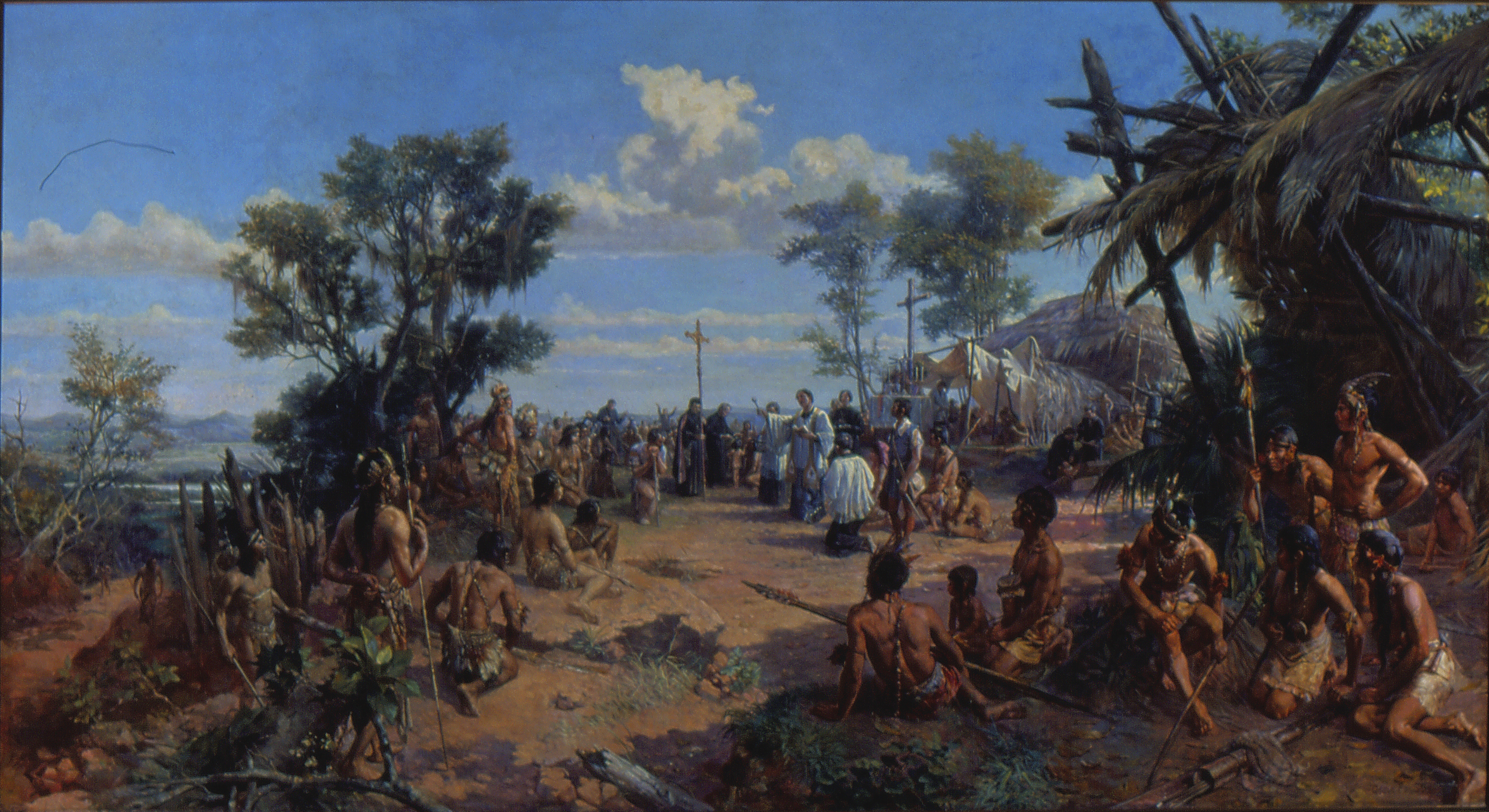
Cuadro Fundación de São Paulo hecho en 1909 por Oscar Pereira da Silva.

Alrededor del colegio se formó un pequeño asentamiento conformado por de indígenas conversos, jesuitas y colonizadores portugueses. En 1560, la población del asentamiento se vería aumentada sensiblemente cuando, por orden de Mem de Sá, governador-general de la colonia, los habitantes de la villa de Santo André da Borda do Campo fueron transferidos para los alrededores del colegio. La villa de Santo André desapareció y el nuevo asentamiento fue elevado a esa categoría con el nombre de "Villa de São Paulo de Piratininga". Por acto regio se creó, ese mismo año, su Cámara Municipal llamada entonces "Casa do Conselho". Probablente en ese mismo año se creó la "Confraria da Misericórdia de São Paulo" (actual Santa Casa de Misericórdia).
En 1562, incomodados por la alianza entre tupiniquins y portugueses, los tupinambás, unidos en la  Confederação dos Tamoios, lanzaron una serie de ataques contra la villa el 9 de julio, en el episodio conocido como el Cerco de Piratininga. La defensa organizada por Tibiriçá y João Ramalho impidió que los tupinambás entren en São Paulo y los obligó a retroceder el 10 de julio del mismo año.

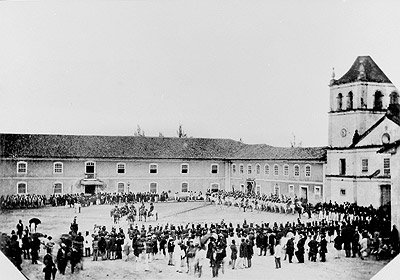
Pátio do Colégio, en São Paulo, fundado por Nóbrega, Anchieta, Paiva y Brás en 1554. Fotografía de Militão Augusto de Azevedo de 1862. Punto de origen de la expansión territorial y de la colonización del interior del país, es hoy la mayor ciudad del hemisferio sur y la octava más poblada del mundo.

Aún en 1590, ante la inminencia de un nuevo ataque, la ciudad se vuelve a preparar para la defensa, lo que hace que el desarrollo económico y la prosperidad sean imposibles. La llegada del siglo XVII trae paz y el asentamiento se consolida, en las palabras de Alcântara Machado:

Al fin y al cabo, con la retirada, sumisión y exterminio de los vecinos, la condición de los paulistanos se hizo más holgada y comenzó el aprovechamiento de la tierra. Desde ahí, recién desde ahí, los colonos podían obtener sustento y bienes materiales. El capital con el que comienzan la vida es nulo, o casi nulo. Entre ellos no hay representantes de grandes casas peninsulares [familias del Reino], ni de la burguesía adinerada. Es cierto que algunos de ellos se asemejan a la pequeña nobleza del reino. Pero si emigran a una provincia tan dura y lejana, es precisamente porque en su tierra natal les ha tocado una mala mano. Otros, la inmensa mayoría, son hombres del campo, comerciantes con escasos recursos, artesanos aventureros de todo tipo, seducidos por las promesas de los donatarios o por las posibilidades que les depara el nuevo continente.

### Ocupación de la ciudad
Desde el inicio, la ocupación de los territorios de la ciudad se dio de forma policéntrica, con diversos asentamientos, principalmente jesuítas pero también de otras órdenes eclesiásticas, en torno a las que se iniciaban los asentamientos. La motivación más natural para ello, en São Paulo, era el relieve del territorio que tenía muchas pendientes y riachuelos. La organización urbana, de la misma forma que en todo el resto de la colonia, estaba centrada, administrativa y eclesiásticamente, en las parroquias. Cada parroquia estaba centrada en una capilla.
La primera parroquia fue, naturalmente, la Freguesia da Sé, fundada en 1589. Conforme los demás núcleos fueron creciendo, se separaban con nuevas capillas e iban ganando el estatus de parroquia. Las parroquias separadas del centro fueron::
- 26 de marzo de 1796: Parroquia de Nuestra Señora de Ó y Penha de França, ambas distantes unos 10 km del centro;
- 21 de abril de 1809: Parroquia de Santa Ifigênia, más próxima al centro pero separada naturalmente por el río Anhangabaú;
- 21 de octubre de 1812: Parroquia de São Bernardo, que al año siguiente (9 de noviembre de 1813) fue elevado a distrito;
- 8 de junio de 1818: Parroquia de Brás, también cercana pero separada naturalmente por el río Tamanduateí.

Además de estas, hubo varios asentamientos más distantes. Entre ellos, sólo dos prosperaron: el de Pinheiros y el de São Miguel, ambos fundados por José de Anchieta en 1560. Inaugurada en 1580 y posteriormente reconstruida en 1622, la capilla levantada por los jesuitas en el actual barrio de São Miguel Paulista es considerada la más antigua de todo el municipio de São Paulo. Varios asentamientos fueron diezmados por la viruela, entre los que podemos citar: Itaquaquecetuba, Mboy, Itapecerica, Barueri, Guarapiranga, Carapicuíba, Ibirapuera y Guarulhos.
De esta época son los antiguos caminos: el que iba a Campo do Guaré (hoy llamado barrio de Luz) se convirtió en la actual rúa Florêncio de Abreu. Los otros dos darían origen a las hoy denominadas rúa 15 de noviembre y rúa Direita.
También en el siglo XVI se fundaron nuevas iglesias: la Matriz en 1588 (nombre inicial de la catedral de Sé), la de Nuestra Señora del Carmelo en 1592 y demolida en 1928, la iglesia de Santo Antônio (aún en pie hoy en la Praça do Patriarca), y la capilla de Nuestra Señora de la Asunción, hacia 1600 (que daría origen al actual Mosteiro de São Bento). Un viajero que llegaba a la ciudad en las primeras décadas del siglo XIX vería algo como:

Después de cruzar la iglesia de Penha sobre su pequeña colina, el desvelaría, a lo largo, la ciudad entera. Puesta sobre otra colina, São Paulo se le aparecería dominada por las torres de sus ocho iglesias, sus dos conventos y sus tres monasterios. Faltaban caminar casi nueve kilómetros, atravesar el pequeño asentamiento formado en torno a la iglesia de Brás, pasar el sitio pantanoso del Carmelo, cruzar el puente levantado sobre el riachuelo de Tamanduateí para llegar, la fin, al centro urbano.

La base de la alimentación en esos tiempos antiguos era la canjica, una de las principales influencias indígenas en la gastronomía colonial, el angu de fubá o de harina de maíz y de mandioca. Resultaba conveniente que esos alimentos no precisaban de sal, que era escasa en esa época. La mandioca, que era el principal alimento al inicio del asentamiento, fue al poco tiempo superada por el maíz. El trigo, aunque se daba bien en la zona, no fue muy utilizado al inicio - apenas para hostias y bizcochos - debido a la facilidad de obtener mandioca o maíz. Recién en los primeros años del siglo XVII se inició una mayor producción de trigo, con por lo menos cincuenta plantadores de rigo en la meseta y varias licencias de la Cámara para que los habitantes hicieran sus propios molinos.
Además de esos alimentos, formaban parte de la dieta las frutas silvestres, palmitos y otros alimentos encontrados en los jardines amerindios, así como muchas frutas europeas como manzanas, duraznos, moras, melones y sandías. El cultivo de la vid también tuvo desarrollo en los primeros años siendo que siempre había vino en la villa excepto cuando los comerciantes intentaban acapararlo. Esos vinos servían muchas veces de remedio al mezclarlo con plantas medicinales. Lo mismo pasaba con la cachaça que se producía en la región.

### Los bandeirantes

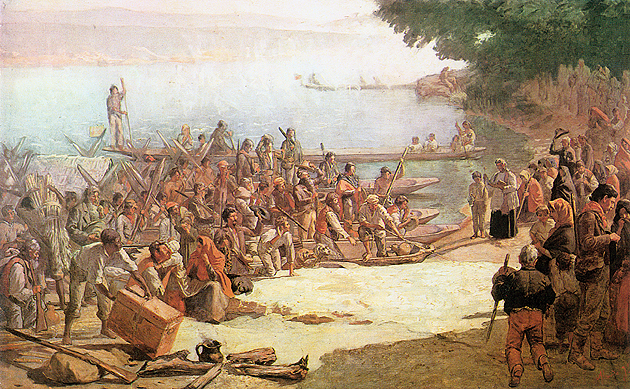
Estudo da Partida da Monção, 1897. Pintura de Almeida Júnior.

En el siglo XVII, las actividades económicas de la villa se limitaban casi exclusivamente a la agricultura de subsistencia. La producción y exportación de azúcar no tenía gran desarrollo, sin embargo, crecían otros cultivos en los alrededores de la villa como trigo, mandioca y maíz, además de la crianza de ganado. No obstante, São Paulo permanecía como un asentamiento pobre y aislado de las áreas más dinámicas de la colonia. Así, ya en las primeras décadas del siglo, los paulistas comenzaron a organizar las "bandeiras" – grandes expediciones que partían en dirección a los sertones inexplorados de la colonia, en busca de mano de obra indígena así como piedras y metales preciosos. En poco tiempo, los bandeirantes se convirtieron en los grandes responsables de la ampliación de los límites de frontera de la colonia, incorporando al territorio del Brasil grandes áreas que, según el Tratado de Tordesillas, pertenecían a España.
Los bandeirantes se convirtieron en figuras centrales en la historia política de São Paulo del siglo XVII, y la autoridad local de los exploradores se anteponía varias veces a la de la Iglesia católica e incluso de la propia Corona portuguesa. En 1640, la fuerte oposición de los jesuítas a la captura y comercialización de mano de obra indígena promovida por los bandeirantes llevó a una serie de conflictos entre los dos grupos que terminaría, el 13 de julio de aquel año, con la expulsión de los jesuitas de São Paulo, medida que tuvo el apoyo de los comerciantes de la villa. Los jesuítas sólo obtendrían permiso para regresar a la ciudad en 1653.

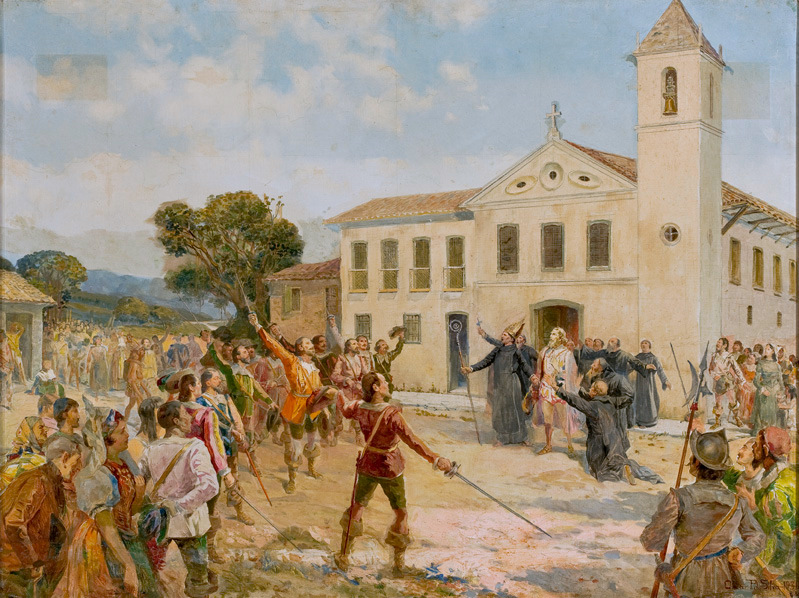
Aclamación de Amador Bueno, 1909. Pintura de Oscar Pereira da Silva.

Fue también en la villa de São Paulo que se registra, el mismo año de 1649, el antiguo movimiento nativista de Brasil, la llamada "Aclamación de Amador Bueno". Con el fin de la Guerra de Restauración, en que Portugal restableció su independencia política de Espanha, los habitantes de São Paulo, principalmente bandeirantes y comerciantes, temían ser perjudicados ya que se habían beneficiado económicamente del tráfico de indígenas en la región del Río de la Plata durante las décadas en que la Unión Ibérica estuvo en vigor. Como forma de protesta, declararon a São Paulo como un reino independiente, y a Amador Bueno, capitán mayor, habitante rico de la villa y hermano del bandeirante Francisco Bueno, fue aclamado como rey. Amador Bueno, por el contrario, rechaza el título y jura fidelidad a la Corona portuguesa, dando fin al levantamiento.
En un primer momento, la concentración de la actividad bandeirista en São Paulo fomentó, aunque de una forma leve, la actividad económica de la villa que logró crecer, por primera vez, desde su posición de punto comercial. Algunos bandeirantes, enriquecidos con el comercio de esclavos indígenas, hicieron obras beneficiosas en la villa. Fernão Dias, elegido como juez ordinario y presidente de la Cámara Municipal, por ejemplo, donó a los monjes benedictinos los recursos necesarios para la reconstrucción del Monasterio de São Bento. Otras órdenes religiosas se instalarían en la ciudad en el siglo XVII como los franciscanos que en 1647 inauguraron el convento (demolido en 1932 para dar lugar a la Facultad de Derecho) y la iglesia de São Francisco, en el largo homónimo.
Aunque la mayor parte de las edificaciones construidas durante el periodo colonial habían sido demolidas en los siglos siguientes, algunas de las haciendas erigidas entre los siglos XVII y XVIII aún pueden ser vistas en São Paulo. Es el caso de los sitios arqueológicos Casa do Tatuapé, Casa do Itaim, Casa do Bandeirante, Casa do Sertanista, Morrinhos, sítio da Ressaca, Sítio do Capão y Casa do Sítio Mirim, locales convencionalimente llamados como casas bandeiristas. Otros locales donde hay vestigios materiales de la antigua villa de São Paulo de Piratininga y los asentamientos de las cercanías son los sitios arqueológicos Guaianazes, Pinheiros 2, Santo Amaro 01, Travessa da Sé, Horácio Lafer y Poço Jesuíta.

### La carrera por el oro

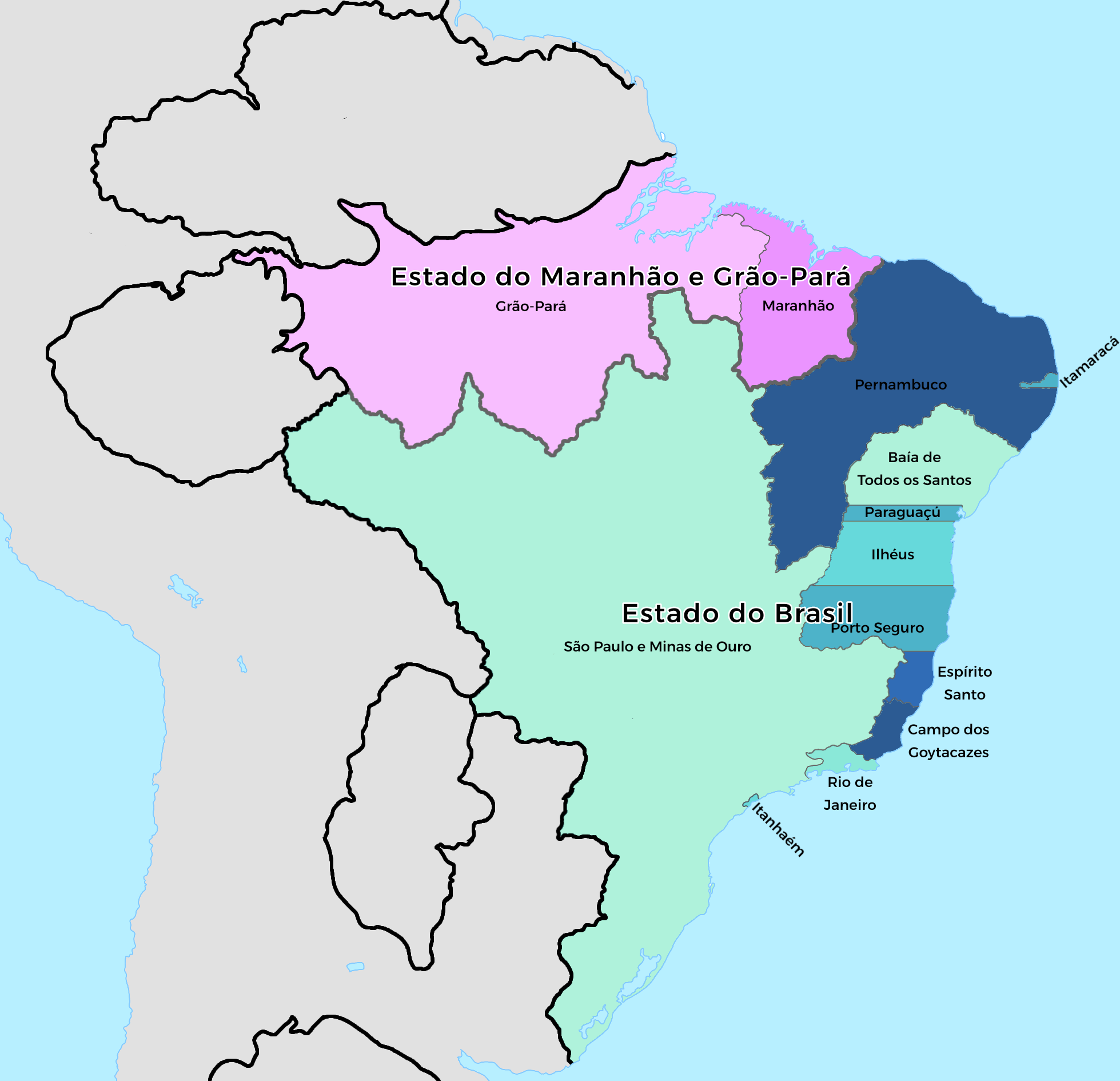
División administrativa del Brasil luego de la Guerra de los Emboabas.

Estratégicamente ubicada frente a los principales caminos para el interior, y bañada por el río Tieté (cuyo curso natural servía de camino al interior de la capitanía y la actual región Centro-Oeste), São Paulo se convirtió en el principal centro de movimiento bandeirante, especialmente a partir de la década de 1660. Fue desde esa villa que partieron las históricas expediciones de Fernão Dias Pais, Antônio Raposo Tavares, Domingos Jorge Velho y de Bartolomeu Bueno da Silva, entre otras.
En 1690, los bandeirantes paulistas descubrieron oro en el "Sertón de Cuieté", actual estado de Minas Gerais. Repetirian el hecho algunos años más tarde, en Mato Grosso y Goiás. A fines del siglo XVI, con todo, la explotación de oro ya ocurría en los alrededores del Pico do Jaraguá, donde diversas vetas auríferas fueron exploradas por colonos como Afonso Sardinha. A pesar de ello, generaron mucho menos rendimientos que en comparación con las minas encontradas por los paulistas en los estados de Minas Gerais, Mato Grosso y Goiás, la búsqueda por el oro en la entonces São Paulo de Piratininga probablemente fue la primera experiencia minera en la América portuguesa, motivando la creación de una Casa de Fundição ya en el primer siglo de colonización.
Siendo los primeros en explorar y ocupar el territorio mineiro, los paulistas luego enfrentarían la competencia de luso-brasileños de otras regiones de la colonia, terminando en un conflicto denominado Guerra de los Emboabas. El descubrimiento paulista despertó por primera vez la atención del reino portugués sobre la villa, ya que São Paulo, a esas alturas, no sólo concentraba la partida de las expediciones, sino también se convertía en el núcleo principal de irradiación de las corrientes de población que se dirigían para Minas Gerais y, posteriormente, para el Mato Grosso y Goiás. Como consecuencia, en 1709, São Paulo sustituyó a São Vicente como sede administrativa de la capitanía (lo que ocasionó que su nombre fuera cambiado a Capitanía de San Pablo y Minas de Oro). En 1711, São Paulo fue elevada a la categoría de ciudad. Contaba con 9 mil habitantes. En 1745, se convirtió en la sede del obispado autónomo, separándose de la diócesis de Río de Janeiro.
Aunque la carrera por el oro de Minas había enriquecido a muchos exploradores paulistas, el efecto sobre la ciudad fue opuesto. La pérdida de población empobreció a São Paulo, que tuvo un largo periodo de estancamiento en su crecimiento económico. Con el agotamiento de los yacimientos mineros, en la segunda mitad del siglo XVIII, la situación se agravó y muchos paulistas regresaron a sus localidades de origen. La ciudad recibió un nuevo flujo de población e intentó reorganizar su actividad económica.

### El ciclo del azúcar

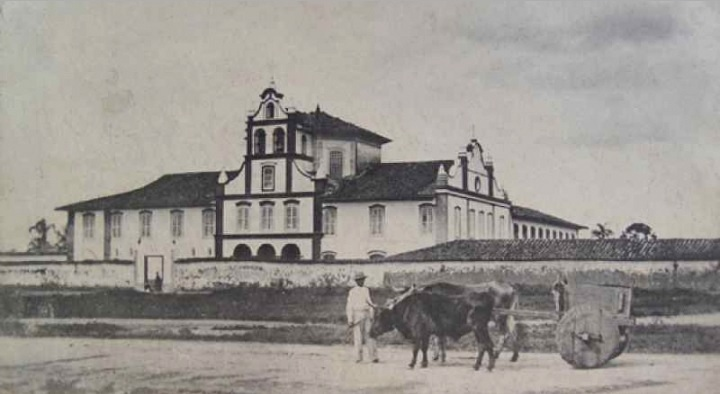
El Monasterio de Luz en una fotografía de 1867.

El gobierno paulista pasó a desarrollar un plan para asentar a sus poblaciones en las zonas exploradas de la capitanía y comenzó a establecer incentivos a la agricultura y la industria. El cultivo de caña de azúcar fue estimulado en las áreas al sureste de la capital, y grandes fábricas textiles y fundiciones fueron instaladas. En 1792, la apertura de la Calçada do Lorena, importante obra de ingeniería del periodo colonial, uniendo las ciudades de São Paulo y Santos, proporcionaría condiciones adecuadas para el transporte de azúcar y otros géneros alimenticios producidos en el interior de la capitanía. São Paulo era beneficiada por su posición geográfica estratégica, como encrucijada natural de las vías de circulación entre el interior y el litoral de la colonia. Afirmó, entonces, su papel de centro comercial a través del cual se daba la salida de mercancía rumbo al puerto de Santos.
De forma aún intermitente, São Paulo empieza a prosperar, y se construyen nuevas edificaciones. En 1750, con la expulsión de los jesuítas del Brasil, esta vez por determinación del Marqués de Pombal, los bienes de la orden fueron confiscados. La iglesia de los jesuítas, reconstruida a inicios del siglo XVIII y transformada en la sede de la administración de la capitanía (ahora ya separada de Minas Gerais es renombrada como Capitanía de San Pablo). En 1765, se funda la Casa de Ópera del Pátio do Colégio, primer teatro de la ciudad, y en 1775 se inaugura el Cementerio de los Afligidos, primera necrópolis paulistana, destinada al entierro de pobres, esclavos y ejecutados en la horca. También en el siglo XVIII se construyó el Monasterio de Luz (retiro religioso construido de tierra apisonada basado en el proyecto de Frei Galvão, de 1774) y la Iglesia de las Llagas del Seráfico Padre San Francisco (1787), entre otros. En 1798, la ciudad inaugura su Jardim Botânico (actual Jardim da Luz). Aún a fines del siglo XVIII, por iniciativa del mariscal José Arouche de Toledo Rendon, los límites urbanos de la ciudad fueron expandidos con la apertura de la rua São João y del puente del Mariscal sobre el río Anhangabaú. Comienza a formarse el Campo do Curro, actual Praça da República.

## Periodo imperial

### El primer reinado y la Facultad de Derecho

Independência ou Morte!, 1888. Pintura de Pedro Américo.

Durante la mayor parte del siglo XIX, São Paulo preservaría las características de una ciudad provinciana, más vería crecer sus posibilidades de desarrollo luego de la mudanza de la Familia Real Portuguesa para Río de Janeiro. La apertura de los puertos a las naciones amigas, decretada por Dom João VI en 1808, dio un nuevo aliento a la economía del litoral paulista mientras que el interior de la capitanía continuó registrando relativa prosperidad con la plantación de caña de azúcar. La capital, situada en medio de la ruta obligatoria para la salida de la producción de azúcar, ayuda al desarrollo del comercio. 

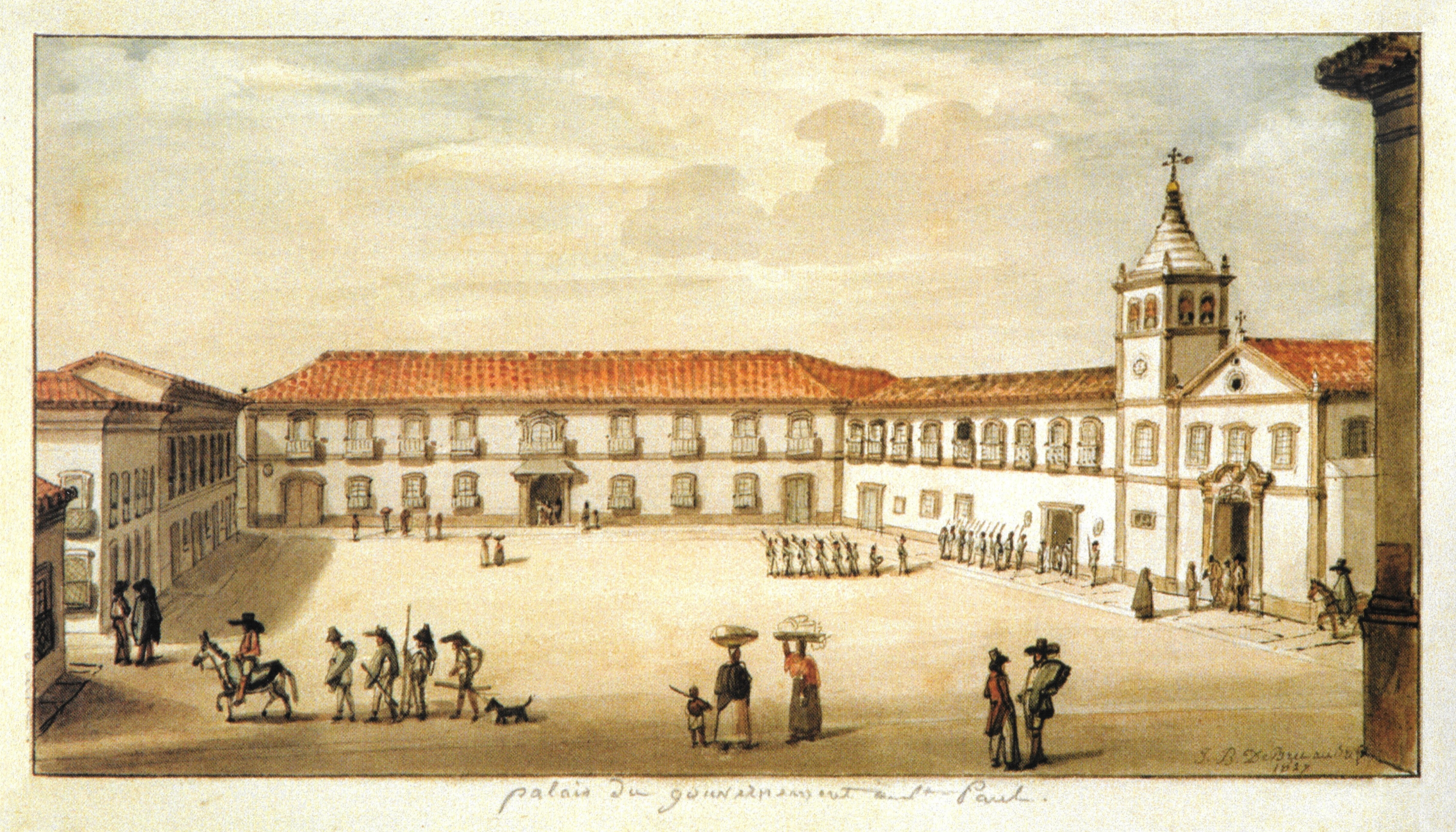
Palacio de Gobierno de São Paulo en 1827 (actual Pátio do Colégio), por Jean-Baptiste Debret.

Creció la importancia política de la capitanía (que se convirtió en provincia en 1821) y la ciudad de São Paulo sirvió como escenario para acontecimientos de gran importancia en la historia del país. Entre los más destacados nombres de la campaña por la independencia brasileña figura un paulista, José Bonifácio de Andrada e Silva. Y fue en la capital paulista, en los márgenes del riacho Ipiranga, que Dom Pedro I proclamó la independencia de Brasil. También vivía en la ciudad la más célebre amante del emperador, la marquesa de Santos. Construido a fines del siglo XVIII, el Solar da Marquesa de Santos fue declarado patrimonio histórico del estado de São Paulo en 1971 por el Condephaat.
Luego de la independencia, São Paulo recibió el título de "Imperial Cidade" (en español: "Imperial ciudad"), otorgado por D. Pedro I en 1823. En 1825, se crea la Biblioteca Pública Oficial de São Paulo, la primera de la provincia. En 1827, se lanza el primer periódico de la ciudad, O Farol Paulistano. En 1828, se inaugura la Facultad de Derecho del Largo São Francisco. Se trata de la más antigua institución de enseñanza del derecho en el país junto con la Facultad de Derecho de Olinda, ambas creadas por decreto imperial de 1827. Luego de la instalación de la facultad, la ciudad recibe el título de "Imperial Cidade e Burgo dos Estudantes de São Paulo de Piratininga" (en español: "Imperial ciudad y pueblo de los estudiantes de São Paulo de Piratininga"). El consecuente flujo de profesores y estudiantes ocasiona un cambio radical en la vida cotidiana de la ciudad. Además de requerir la construcción de hoteles, restaurantes y núcleos artísticos, la aglomeración de académicos enriquece la vida cultural paulistana. A lo largo de la historia, la facultad (incorporada a la USP en 1934) formó a parte considerable de la élite intelectual y política brasileña y su edificio (instalado en el lugar del antiguo convento de São Francisco) fue escenario de actos y manifestaciones públicas relacionadas con innumerables hechos de la vida política del país.

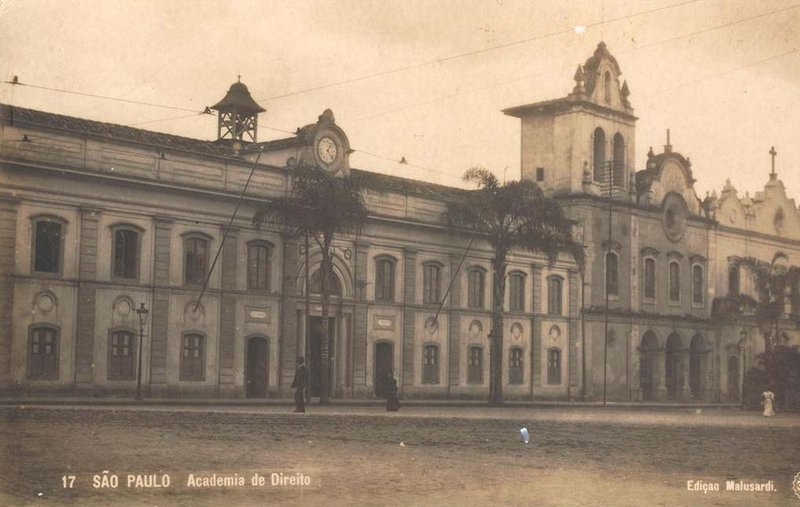
La Facultad de Derecho, instalada en el antiguo convento de São Francisco.

En 1830, el periodista Libero Badaró, escritor del periódico liberal O Observador Constitucional (segundo periódico más antiguo de la ciudad, fundado en 1828), escribió un artículo comentando sobre la Revolución de 1830 en Francia, que llevó a la deposición de Carlos X, en el que exhortaba a los brasileños a seguir el ejemplo de los franceses. Poco después, estudiantes de la Facultad de Derecho realizaron manifestaciones públicas de apoyo a las ideas republicanas expresadas en ese artículo y son amenazados legalmente. O Observador Constitucional inició una campaña en favor de los estudiantes y los ánimos se exaltan. El 20 de noviembre de ese mismo año, Líbero Badaró es asesinado en una emboscada. La repercusión del hecho en la ciudad fue inmediata: cinco mil personas acudieron al entierro y el clamor por justicia llevó a prisión al oidor Cândido Japiaçu, acusado de estar envuelto en el asesinato. La consecuencia principal del episodio fue el mayor desgaste político de Dom Pedro I, que por esta y otras razones, renunció al trono al año siguiente.

### El segundo reinado y el ciclo del café

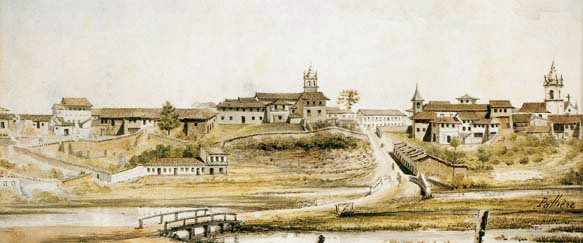
São Paulo en 1821. Acuarela de Arnaud Julien Pallière, representando la Várzea do Carmo.

Desde las primeras décadas del siglo XIX, la caída de los precios del azúcar en los mercados internacionales había motivado el cultivo de café en Brasil. Procedente de Río de Janeiro, el café comenzó a ser cultivarse de forma extensa en São Paulo, sobre todo en la región del Valle del Paraíba. En 1850, el café ya era el principal producto exportado por São Paulo. Del valle del Paraíba, los cafetales se extendían por las terras roxas del oeste paulista, antes ocupadas con cultivos de caña de azúcar (Río Claro, Campinas y Jaú), enriqueciendo la provincia. A partir del reinado de D. Pedro II, la ciudad ganó un nuevo impulso con el desarrollo de la economía cafetera: los sectores de comercio y servicios aumentan considerablemente y se observa la formación de una expresiva burguesía.
Muchos hacendados prosperan, con ganancias provenientes de la utilización del trabajo asalariado y del empleo de mano de obra inmigrante. La abundancia de recursos financieros propicia la realización de grandes inversiones, la mayor parte costeada por la iniciativa privada. Se abren varias vías férreas que unen la ciudad de São Paulo con las principales áreas productoras de la provincia así como con el puerto de Santos: la primera de ellas es la São Paulo Railway, inaugurada en 1867, a la cual sigue la Estrada de Ferro Sorocabana, entregada en 1870. Al mismo tiempo, en áreas más distantes del centro de la ciudad, las que posteriormente serían alcanzadas por la vertiginosa expansión urbana durante el siglo XX, aún dominaba un tipo de vida rural con diversas haciendas distribuidas por el territorio.
En el primer censo nacional, realizado en 1872, São Paulo tenía 31 385 habitantes. La ciudad alojaba casas exportadoras y varios bancos de financiamiento. Su fisonomía comienza a cambiar: las casas bajas y avejentadas comienzan a ceder sus lugares a edificaciones más grandes y típicamente urbanas. Con vistas a garantizar la salubridad, se inaugura en 1858, el cementerio de la Consolación, el más antiguo de la ciudad aún en funcionamiento. En 1865, se funda el Teatro São José. En 1872, se instalan los servicios de agua, desagüe e iluminación a gas, y se crea el sistema de transporte público con tranvías de tracción animal. En 1994, comienzan a funcionar las primeras líneas telefónicas. Para cubrir las necesidades educacionales de la creciente élite paulistana y aminorar los problemas provenientes de la falta de habilitación técnica, la iniciativa privada inaugura las primeras instituciones de enseñanza: (Instituto Presbiteriano Mackenzie, en 1870; Liceu de Artes e Ofícios de São Paulo, en 1873; Escuela Alemana, en 1878).

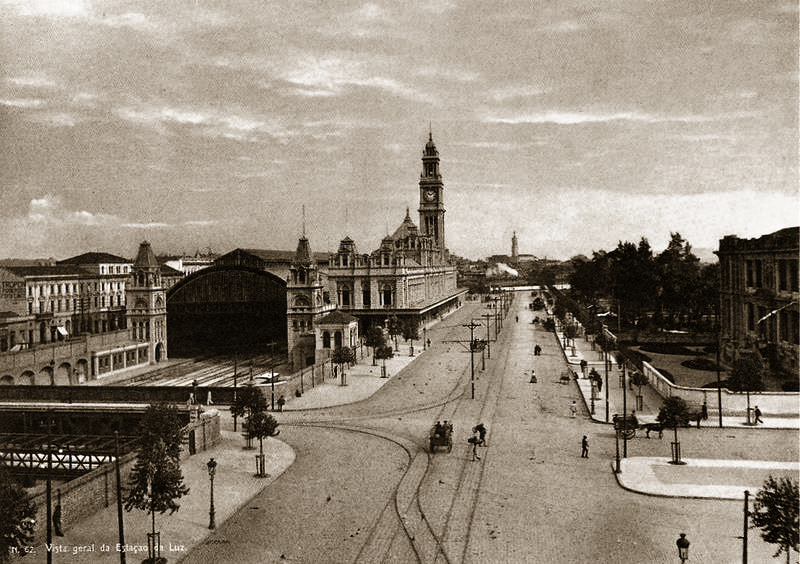
La Estação da Luz en 1900: símbolo de la prosperidad traída por el café.

Luego de la década de 1880, el café tuvo nueva valorización internacional. Los hacendados paulistas, entretanto, tenían que lidiar con el problema de la escasez de trabajadores. Luego de la promulgación de la Ley Eusébio de Queirós y la consecuente abolición del tráfico de esclavos, ocurrida en 1850, los esclavos africanos se volvieron escasos y cada vez más caros. Para sustituirlos, comenzaron a llegar los inmigrantes, sobre todo italianos. Un número significativo de esos inmigrantes se estableció en la misma capital, trabajando en las primeras industrias que se instalaron en los barrios de Brás y Mooca. A partir de inversiones provenientes de las ganancias obtenidas por los empresarios del sector cafetero, se fundó la Hospedaria dos Imigrantes, inicialmente en Bom Retiro (1882) y posteriormente en Mooca (1885).

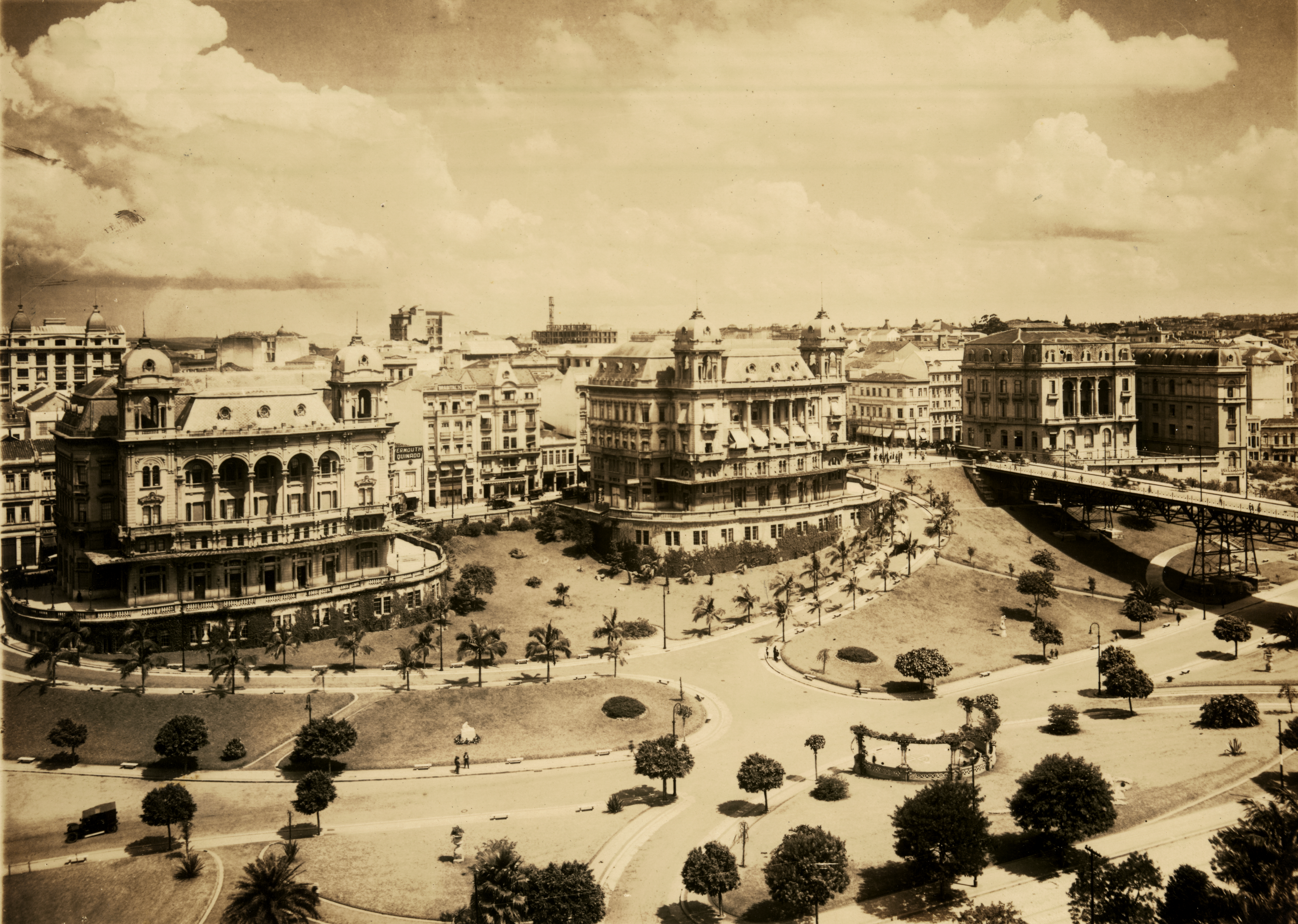
Valle del Anhangabaú en la década de 1920. Archivo Nacional.

La riqueza proveniente de los cafetales y de una industria aún incipiente sustentó el liderazgo paulista en el movimiento republicano. En 1873, se realizó en Itu la primera convención republicana de Brasil, y es creado el Partido Republicano Paulista (PRP), que utilizará el periódico Correio Paulistano como vocero oficial. Con la extinción de la esclavitud luego de la promulgación de la Ley Áurea, en 1888, los hacendados paulistas exigieron indemnización por la pérdida de su propiedad. Sin conseguirla, se adhieren al movimiento republicano como forma de presión. El imperio pierde su última base de sustento (crisis políticas y económicas iniciadas o agravadas luego de la Guerra del Paraguay ya habían alejado a la iglesia y a los militares de la base de apoyo de la monarquía) y la república es proclamada en Río de Janeiro el 15 de noviembre de 1889.

## República Velha

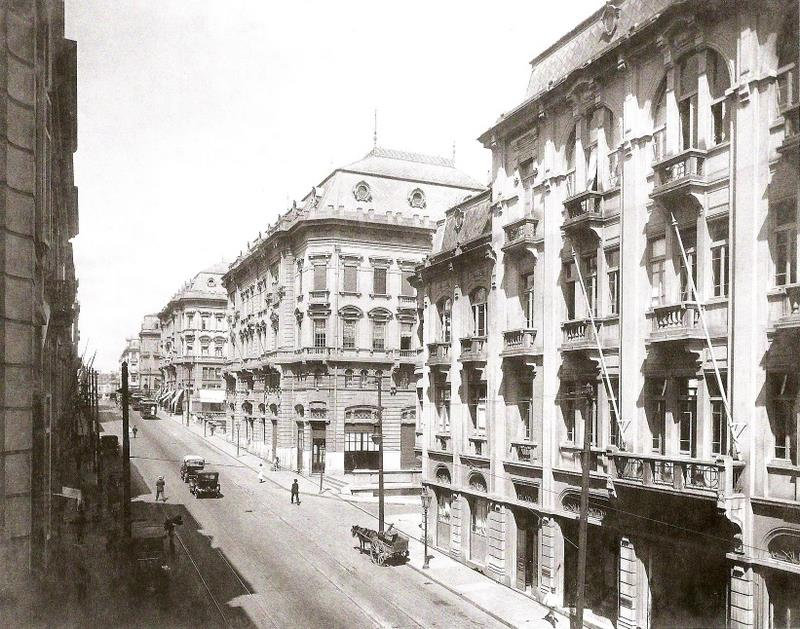
Guilherme Gaensly. Rua Libero Badaró, sentido Praça do Patriarca, c. 1920. Instituto Moreira Salles, São Paulo.

Con el fin del Segundo reinado, tanto la ciudad como el estado de São Paulo obtienen gran provecho y tuvieron un importante crecimiento económico y poblacional fruto de la política del café con leche y de cambios estructurales del federalismo en Brasil por el estado de São Paulo, con la ayuda de Minas Gerais. En 1890, la ciudad contaba con cerca de 65,000 habitantes y que, para 1900, subiría hasta 240,000.
El auge del periodo del café es representado por la construcción de la segunda Estação da Luz (edificio que hoy recebe tal denominação) a fines del siglo XIX. En este periodo, el centro financiero de la ciudad se muda desde el centro histórico (región hoy llamada como el "Triángulo Histórico") para áreas ubicadas más hacia el oeste. El valle del río Anhangabaú es ajardinado y la zona del otro lado del río pasa a ser conocida como el "Centro Nuevo" (en portugués: Centro Novo). Las mejoras realizadas en la ciudad por los administradores João Teodoro Xavier y Antônio da Silva Prado contribuyeron para el clima de desarrollo: los estudiosos consideran que la ciudad entera fue reconstruida. El proceso de urbanización paulistano de fines de siglo es el reflejo directo de ese contexto, aglutinando antiguos asentamientos (como el actual distrito de Pinheiros) que antes se encontraban distantes del centro original de la ciudad.
En este periodo, la ciudad empieza a ser llamada por estos estudiosos como la "ciudad de mampostería" (en portugués: "cidade da alvenaria") ya que el sistema constructivo adoptado pasa a ser la mampostería, especialmente aquella importada de Europa. Tal cambio alteró profundamente el paisaje de la ciudad: sus habitantes consideran los estilos arquitectónicos del periodo colonial como "anticuados" y "provincianos" y pasan a adoptar el eclectismo posibilitado por la mampostería. El actual edificio de la Pinacoteca del Estado (construido em 1900 para albergar el Liceu de Artes e Ofícios de São Paulo) es un ejemplo de este periodo de la ciudad. Esos cambios profundos en la sociedad paulistana también se manifestaron en las costumbres y prácticas domésticas, tornándose más común el uso de lozas finas por las familias paulistanas de clase media, así como por el surgumiento de edificaciones residenciales de mampostería.

## Século XX

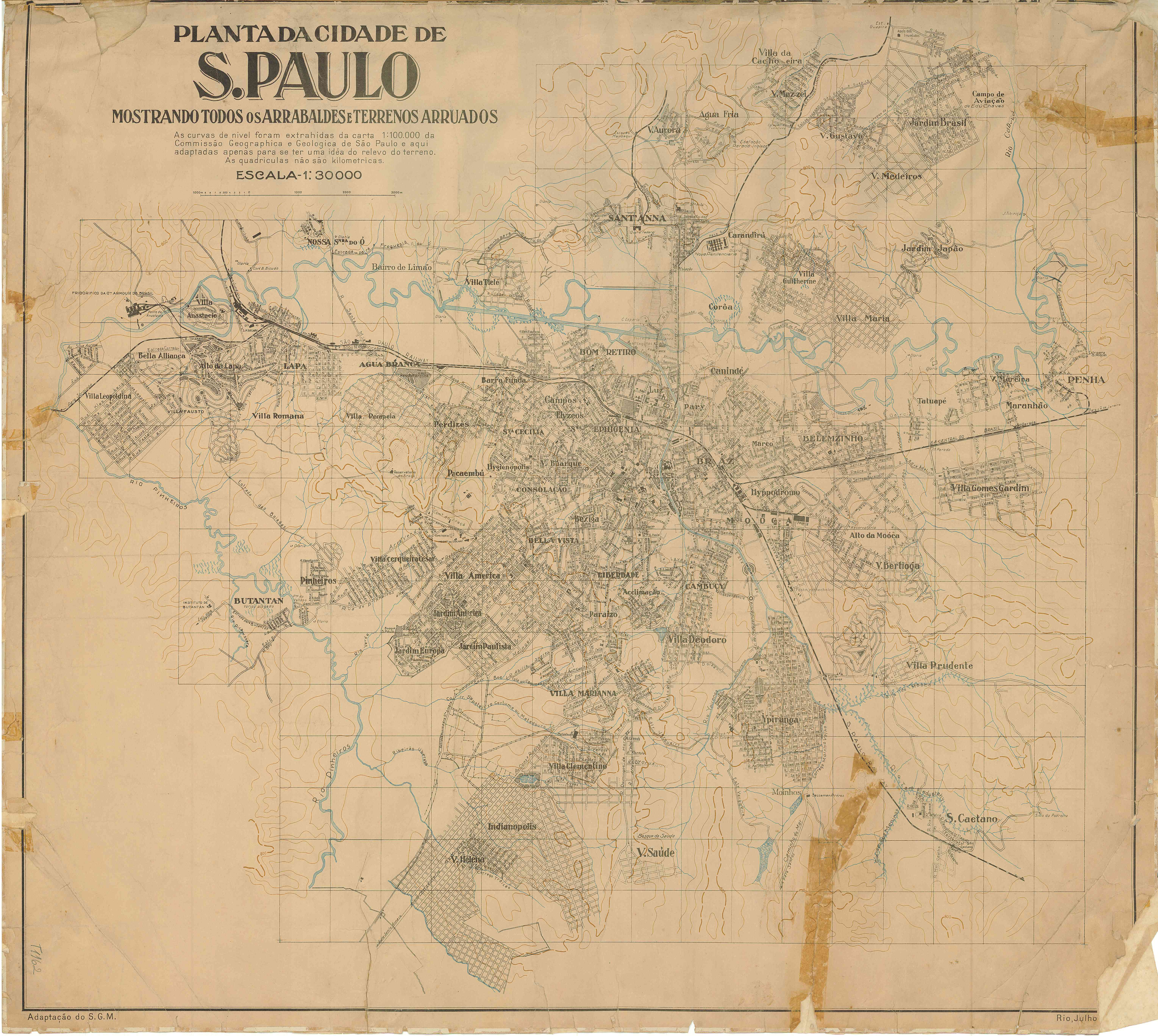
Mapa de la ciudad en 1924

Con el crecimiento industrial de la ciudad, en los siglos XIX y XX, su área urbanizada pasó a aumentar a ritmo acelerado, siendo que algunos barrios residenciales fueron construidos en lugares de cultivo. El gran salto industrial se dio durante la Segunda Guerra Mundial, debido a la crisis del cultivo de café y a las restricciones al comercio internacional, lo que hizo que la ciudad tuviera una taza de crecimiento muy elevada hasta los días actuales. Una de las industrias de mayor destaque en ese periodo es el conglomerado conocido como Indústrias Reunidas Fábrica Matarazzo, la cual tenía su parque industrial de cerca de 100,000 metros cuadrados en el barrio de Água Branca, el cual funcionó entre las 1920 y 1980.
El fin de la República Velha, así como las seguidas crisis económicas que afectaron al café como commodity en la primera mitad del siglo XX, representaron un marco político no sólo de nivel nacional sino también de la propia ciudad de São Paulo. En ese periodo, movimientos como la Huelga General de 1917 y la Revuelta Paulista de 1924 simbolizan la dimensión de las manifestaciones populares que ya ocurrían en São Paulo, así como la disposición del gobierno federal de reprimir en forma vehemente tales insurrecciones aún a costa de parte de la infraestructura urbana paulistana.

### Revuelta paulista de 1924
En 1924, durante la presidencia estadual de Carlos de Campos, ocurrió tanto en la ciudad como en el interior del estado de São Paulo, la Revolución de 1924, que obligó a Carlos de Campos a retirarse de la capital. Se dieron destrucciones, saqueos y bombardeos. La capital paulista fue escenario del mayor conflicto urbano de la historia de Brasil con escenas que recordaban a la Primera Guerra Mundial, con explosiones de bombas, casas y edificios destruidos, bombardeos aéreos, soldados con ametralladoras, población civil huyendo por las calles, tanques de guerra cruzando la ciudad y trincheras abiertas en las calles. Los rebeldes fueron derrotados y huyeron para el sur del país.

### Revolución Constitucionalista de 1932
Por consiguiente, la llamada Revolución Constitucionalista de 1932 representa un choque más amplio de intereses políticos en el que parte de la élite paulista y paulistana reclamó por la pérdida del poder político a nivel nacional luego del golpe de Estado contra Washington Luís. A pesar de la derrota paulista, un hecho revelador de la conservación del prestigio político y económico de la élite paulistana fue la creación de la Universidad de São Paulo en 1934, originalmente creada con la función de dar educación de excelencia a esa misma élite, recibiendo varios profesores extranjeros de gran prestigio y sus primeros años.

### Segunda mitad delsigloXX
Según el censo realizado en 1960, la ciudad de São Paulo tenía una población de 3'825,350 habitantes. En esa época, el municipio ya era considerado el más populoso de Brasil y concentraba la mayor parte de la producción industrial y la actividad económica del país. Ese crecimiento acelerado de la primera mitad del siglo XX se debió no sólo a la inmigración extranjera sino también a la llegada de brasileños de diversas regiones, en su mayoría atraídos por la demanda de mano de obra de las industrias localizadas en São Paulo. En palabras del geógrafo Pasquale Petrone, quien escribió en 1951 precisamente sobre la rápida modificación urbana que tuvo la ciudad en el siglo XX:

“En lo que se refiere a la construcción de edificios, parece no existir ninguna ciudad que la iguale: no hay calle que no ofrezca un tejado nuevo, raras son las que no tienen la construcción de algún edificio. Edificios residenciales, finos o modestos, palacetes o bungalós estandarizados, rascacielos de 8 a 10 pisos y gigantes de más de 25, con estructura de concreto armado. Mientras en Nueva York se construyó, en cada año, una casa para cada grupo de 423 habitantes, en Buenos Aires para 134, en São Paulo se registra una media de 102. En los últimos años, el aumento promedio anual de edificios fue más de 18 000, aunque ya se tenía registrado un total de más de 24 000 por año. Se puede afirmar, sin miedo a equivocarse, que en São Paulo se construyó una casa cada 20 minutos"

Actualmente, el crecimiento se viene desacelerando debido al desarrollo industrial verificado en otras regiones del Brasil. La ciudad pasa por un proceso de transformación en su perfil económico, convirtiéndose en un centro industrial para un gran polo de comercio, servicios y tecnología, siendo, actualmente, una de las más importantes metrópolis del mundo.